# موسیقی دیوانه‌کننده
«موسیقی دیوانه‌کننده» (به ایتالیایی: Pazza musica) ترانه‌ای از خواننده و ترانه‌سرای ایتالیایی مارکو منگونی با همراهی آلودی برای هشتمین آلبوم استودیویی‌اش منشور (۲۰۲۳) است. این ترانه در ۲۶ مه ۲۰۲۳ به‌عنوان نخستین تک‌آهنگ آلبوم ازطریق سونی میوزیک منتشر شد.